# Алпска орогенеза
Алпска орогенеза је орогена фаза која се одвила од горњег тријаса до кенозоика (који траје и данас) и која је образовала планинске венце Алпског појаса. Ове планине укључују (од запада ка истоку) Атласке планине, Пиринеје, Алпе, Динариде, Пинд, Балканске планине, Таурус, Кавказ, Елбурс, Планине Загрос, Хиндукуш, Памир, Каракорум и Хималаје. Понекад се појављују другачија имена за описивање образовања одвојених планинских венаца: на пример Карпатска орогенеза за Карпате, Хеленска орогенеза за Пинд (Хелениде) или Хималајска орогенеза за Хималаје.
Алпска орогенеза се догодила када су се континенти Африка и Индија и мала Цимерска плоча сударили (са југа) са Евроазијом на северу. Конвергентна кретања између тектонских плоча (Индијска и Афричка плоча са југа, Евроазијска плоча са севера и много мањих плоча и микроплоча) почела су у раној креди, али велике фазе изградње планина почеле су у палеоцену и трајале су до еоцена. Тренутно, процес и даље траје код неких венаца Алпских планина.
Набирање и издизање наведених планина вршено је у две гигантске геосинклинале: медитеранској и циркумпацифичкој. У медитеранској геосинклинали издигнуте су планине Средоземне зоне веначних планина (Пиринеји, Алпи, Хималаји), а у циркумпацифичкој планине Пацифичке зоне веначних планина (Анди, Кордиљери). Ове велике планинске зоне представљају крупне морфотектонске целине рељефа Земље. 
Алпска орогенеза се сматра једном од три велике фазе орогенеза у Европи које дефинишу геологију данашњег континента. Те три фазе су:
- Каледонска орогенеза која је формирала Евроамерику када су се континенти Балтика и Лауренција сударили у раном палеозоику.
- Херцинска орогенеза која је формирала Пангеу када су се Гондвана и Евроамерика сударили средином и крајем палеозоика.
- сама алпска орогенеза.

## Фазе алпске орогенезе
1. Старокимирска (горњи тријас; пре око 205 милиона година)
2. Младокимирска (крај јуре - почетак креде; пре око 145 милиона година)
3. Аустријска (горња креда; пре око 80 милиона година)
4. Ларамијска (креда - терцијар; пре око 65 милиона година)
5. Пиринејска (горњи еоцен - горњи олигоцен; пре око 35 милиона година)
6. Савска (горњи олигоцен - доњи миоцен; пре око 27—23 милиона година)
7. Штајерска граница (доњи и средњи миоцен; пре око 15 милиона година)
8. Атичка (средњи сармат - понт; пре око 5 милиона година)
9. Роданска граница (доњи и средњи сармат; пре око 7 милиона година)
10. Влашка граница (горњи плиоцен - квартар; пре око 1,8 милиона година)
11. Пасаденска (плеистоцен; пре око 1 милион година до данас)

## Алпска орогенеза на територији Србије
Најзначајније орогене фазе на овом простору биле су аустријска, савска и атичка. Покрети алпске орогенезе, у аустријској фази, створили су изразите навлаке Источне Србије. Током савске фазе дошло је до спуштања старог Панонског копна дуж великих раседа и формирања Панонског басена. На територији Србије налази се јужни део дна и јужни део обода Панонског басена. У последњој значајној орогеној фази на овом простору (атичка фаза) покрети алпске орогенезе били су у фази пароксизма. Током ње дошло је до главног издизања Карпатско-балканских планина. Сви каснији покрети имали су само улогу секундарног моделовања претходно већ створених структура.
Веначне планине Источне Србије припадају источној зони веначних планина која је део северног алпског орогеног стабла. Оне се пружају меридијански скрећући ка југоистоку. Постоје три система планинских венаца у оквиру ових веначних планина: западни, средишњи и источни. Западни систем почиње са Звишким планинама и наставља се преко Хомољских планина, Бељанице, Кучаја, Ртња, Озрена, Девице до Суве планине; средишњи почиње са Старицом изнад Мајданпека, пружа се према југу преко Малог, Великог и Голог Крша, Стола, Тупижнице, Тресибабе до Сврљишких планина; источни почиње са Мирочем, пружа се преко Великог Гребена и Дели Јована до Старе планине.
Кроз територију Србије пролази и део јужног алпског орогеног стабла. Оно је у Србији представљено Западном зоном веначних планина. Планински венци ове зоне имају правац пружања сз-ји и припадају групи Динарских планина, које се пружају од Триглава до Скадарског језера, на дужини преко 700 km. Од Проклетија Западна зона обухвата планинске венце који скрећу га југу. То су планине Шарске системе (Шар планина, Паштрик, Коритник). Звијезда, Тара, Златибор, Златар, Мучањ, Голија, Рогозна и др. су планине на територији Србије које припадају западној зони веначних планина.